# Нестримно закохані
Нестримно закохані (кор. 함부로 애틋하게) — південнокорейський романтичний серіал що транслювався щосереди та щочетверга з 6 липня по 8 вересня 2016 року на телеканалі KBS2. Рейтинги серіалу на батьківщині були нижчими за очікування продюсерів, але серіал став надзвичайно популярним в інших азійських країнах, зокрема в Китаї. Також серіал став одним з небагатьох корейських драм, зйомки якого були повністю завершені до прем'єри.

## Сюжет
Сін Чун Йон та Но Иль були однокласниками в старшій школі, обоє мали неповну родину. Чун Йона виховувала мати, а Иль з молодшим братом лише батько. Завдяки високому зросту та привабливій зовнішності Чун Йона, в нього були закохані мало не всі дівчата школи але його увагу привернула Иль і вони почали зустрічатись. Через декілька трагічних випадків які один за одним сталися в родині Иль, вони з Чун Йоном втратили зв'язок.
Минає десять років. Чун Йон став мега зіркою K-pop та заробив купу грошей, натомість зіпсував стосунки з матір'ю. Але Иль навпаки змушена працювати як віл рахуючи кожну вону. Працюючи продюсеркою на студії документальних фільмів, вона отримує завдання зняти фільм про Чун Йона. Спочатку він відмовляється від участі у зйомках, але згодом погоджується. Старі почуття невдовзі захопили обох, але часу в Чун Йона залишилося обмаль…

## Акторський склад

### Головні ролі

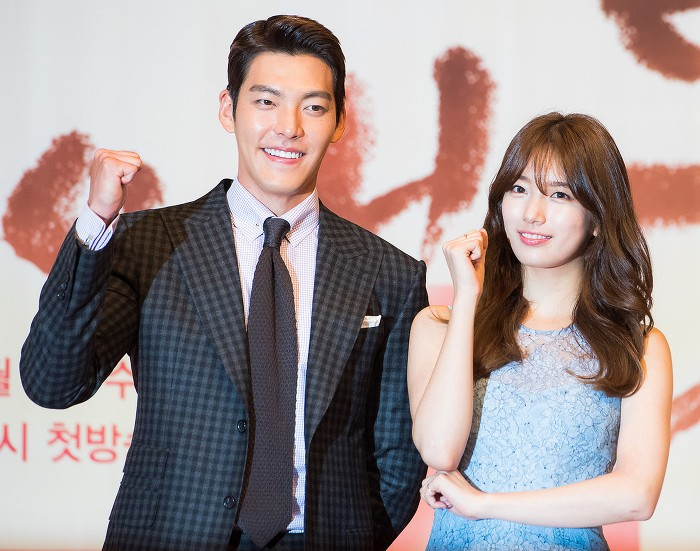
Пе Сюзі та Кім У Бін на прес-конференції присвяченій прем'єрі «Нестримно закоханих», 4 липня 2016

- Кім У Бін — у ролі Сін Чун Йона[4]. Надзвичайно популярний співак та актор, який самотужки побудував блискучу кар'єру. Але коли йому ще й не виповнилося 30 років він дізнався що невиліковно хворий, і жити йому залишилося лише декілька місяців.
- Пе Сюзі — у ролі Но Иль[5]. Продюсерка документальних фільмів. Її батько загинув в автоаварії. Незважаючи на всі намагання Иль дізнатися правду та покарати винних, справу зам'яли, бо за справу взявся корумпований прокурор.
- Ім Чу Хван[en] — у ролі Чхве Чі Тхе[6]. Спадкоємець впливової родини, змолоду обіймає керівні посади в великій корпорації. Випадково дізнавшись історію Но Иль почав допомагати їй приховуючи від неї свою ідентичність. Згодом закохався в Иль, але батьки вже домовилися одружити його на доньці впливового політика.
- Ім Чу Ин[en] — у ролі Юн Чон Ин. Донька впливового політика, перебуваючи в стані алкогольного сп'яніння за кермом спортивної машини, збиває насмерть батька Но Иль. Але завдяки зв'язкам батька уникає покарання, та продовжує жити звичайним життям. Закохана в Чі Тхе, має намір обружитися з ним навіть розуміючи, що він кохає іншу.

### Другорядні ролі

#### Люди навколо Чун Йона
- Чін Кьон[en] — у ролі Сін Йон Ок[7]. Мати-одиначка Чун Йона, яка щоб заробити кошти на навчання сина виконувала найважчу роботу. Її мрією було щоб син став прокурором, але коли той закинув юридичний інститут та почав будувати кар'єру співака розірвала з ним стосунки. Тримає невеликий ресторан.
- Чхве Му Сон[en] — у ролі Чан Чон Сіка. Разом з матір'ю Чун Йона працює в ресторані, батько Гук Йона та Ман Ок. Давно закоханий в Йон Ок але не наважується їй зізнатися.
- Чон Су Кьо — у ролі Чан Гук Йона. Менеджер Чун Йона.
- Чан Хї Рьон[en] — у ролі Чан Ман Ок. Стилістка Чун Йона.
- Пак Су Йон[en] — у ролі Намкуна. Директор агентства Чун Йона.
- Хван Чон Мін — у ролі Чан Чон Чжі. Сестра Чон Сіка, працює економкою в родині Чхве Хьон Чжуна.

#### Люди навколо Иль
- Лі Со Вон[en] — у ролі Но Чіка[8]. Молодший брат Иль. Старшокласник.
- Кім Мін Йон[en] — у ролі Ко На Рі. Найкраща подруга Иль.
- Лі Вон Чон[en] — у ролі Но Чан Су. Батько Иль та Чіка. Загинув під колесами мажорки.

#### Люди навколо Чі Тхе
- Ю О Сон — у ролі Чхве Хьон Чжуна[7]. Батько Чі Тхе та Ха Ру. Колишній прокурор який став впливовим політиком, але щоб досягти цього йому довелося неодноразово йти на компроміс з совістю. В молодості він навіть покинув кохану жінку заради вигідного шлюбу, але забути свою любов так і не зміг.
- Чон Сон Кьон — у ролі Лі Ин Су. Дружина Хьон Чжуна, мати Чі Тхе та Ха Ру. Заради успішної кар'єри чоловіка здатна на будь-який вчинок.
- Рю Вон[en] — у ролі Чхве Ха Ру[9]. Молодша сестра Чі Тхе. Палка фанатка Чун Йона.

### Особлива поява
- Юн Пак — Со Юн Ху[10].

## Рейтинги
- Найнижчі рейтинги позначені синім кольором, а найвищі — червоним кольором.

| Серія            | Прем'єра         | Рейтинг        | Рейтинг      | Рейтинг        | Рейтинг      |
| Серія            | Прем'єра         | TNmS Ratings   | TNmS Ratings | AGB Nielsen    | AGB Nielsen  |
| Серія            | Прем'єра         | По всій країні | Сеул         | По Всій країні | Сеул         |
| ---------------- | ---------------- | -------------- | ------------ | -------------- | ------------ |
| 1                | 6 липня 2016     | 11,5 % (6-й)   | 12,7 % (3-й) | 12,5 %         | 13,8 %       |
| 2                | 7 липня 2016     | 9,3 %          | 9,4 %        | 12,5 %         | 12,8 %       |
| 3                | 13 липня 2016    | 10,7 %         | 12,3 %       | 11,9 %         | 13,3 %       |
| 4                | 14 липня 2016    | 9,4 %          | 10,9 %       | 11 %           | 12 %         |
| 5                | 20 липня 2016    | 10,9 %         | 11,4 %       | 12,9 % (4-й)   | 14 % (4-й)   |
| 6                | 21 липня 2016    | 10 %           | 10,9 %       | 11,1 %         | 11,5 %       |
| 7                | 27 липня 2016    | 8,7 %          | 9,4 %        | 8,6 %          | 9,5 %        |
| 8                | 28 липня 2016    | 8 %            | 9,5 %        | 8,9 %          | 10,1 %       |
| 9                | 3 серпня 2016    | 7 %            | 8 %          | 8,2 %          | 9 %          |
| 10               | 4 серпня 2016    | 7,1 %          | 7,6 %        | 8,1 %          | 9 %          |
| 11               | 10 серпня 2016   | 7,3 %          | 8,1 %        | 7,9 %          | 7,8 %        |
| 12               | 11 серпня 2016   | 9,6 %          | 9,9 %        | 9,9 %          | 10,6 %       |
| 13               | 17 серпня 2016   | 6.8 %          | 6.8 %        | 8 %            | 8,6 %        |
| 14               | 18 серпня 2016   | 6,6 %          | 6,9 %        | 8,7 %          | 9,6 %        |
| 15               | 24 серпня 2016   | 6,4 %          | 7,1 %        | 8 %            | 8,4 %        |
| 16               | 25 серпня 2016   | 6.1 % (NR)     | 7,6 %        | 7,7 % (17-й)   | 8,4 %        |
| 17               | 31 серпня 2016   | 7 %            | 6,1 % (NR)   | 8 %            | 8 %          |
| 18               | 1 вересня 2016   | 7,2 %          | 6,8 %        | 7,9 %          | 8,5 %        |
| 19               | 7 вересня 2016   | 7,2 %          | 8 %          | 8 %            | 7,6 % (17-й) |
| 20               | 8 вересня 2016   | 7,4 %          | 7,3 %        | 8,4 %          | 9 %          |
| Середній рейтинг | Середній рейтинг | 8,21 %         | 8,84 %       | 9,41 %         | 10,08 %      |

## Нагороди
| Рік  | Нагорода                | Категорія   | Отримувач | Результат | Примітки |
| ---- | ----------------------- | ----------- | --------- | --------- | -------- |
| 2016 | 1-ша Asia Artist Awards | Краща зірка | Пе Сюзі   | Перемога  |          |